# Erebia inalpina
Erebia inalpina är en fjärilsart som beskrevs av B.C.S Warren 1949. Erebia inalpina ingår i släktet Erebia och familjen praktfjärilar. Inga underarter finns listade i Catalogue of Life.